# Pheidologeton vespillo
Pheidologeton vespillo é uma espécie de formiga do gênero Pheidologeton, pertencente à subfamília Myrmicinae.